# Marià-Carles Butsems i Just
Marià-Carles Butsems i Just   (Barcelona, 11 de febrer de 1845 - 13 de febrer de 1902) fou un industrial català.

## Biografia
Fill de Carles Butsems (o Butzems) i Martí, natural de L'Hospitalet de Llobregat, i de Josepa Just i Miró, de Vilafranca del Penedès. Va néixer al carrer de Trentaclaus (actualment Arc del Teatre), 15 de Barcelona i se li posaren els noms de Marià, Carles i Antoni. És conegut per haver introduït novetats en els procediments d'obtenció de pedra artificial, així com de paviments hidràulics, i per ser el fundador de Butsems i Companyia, empresa especialitzada en la producció de materials de construcció. La fàbrica es va inaugurar el 1875 i estava ubicada a les faldes de la muntanya de Montjuïc.
Cap al 1891 o 1892, Carles Butsems incorporà al negoci el seu gendre Josep Fradera i Camps sota la raó social M. C. Butsems i Fradera. L'any 1893 va inaugurar una botiga de paviments hidràulics al carrer de Pelai, 22 que l'any 1907 va guanyar el premi extraordinari del Concurs anual d'edificis artístics, en la seva versió d'establiments comercials.

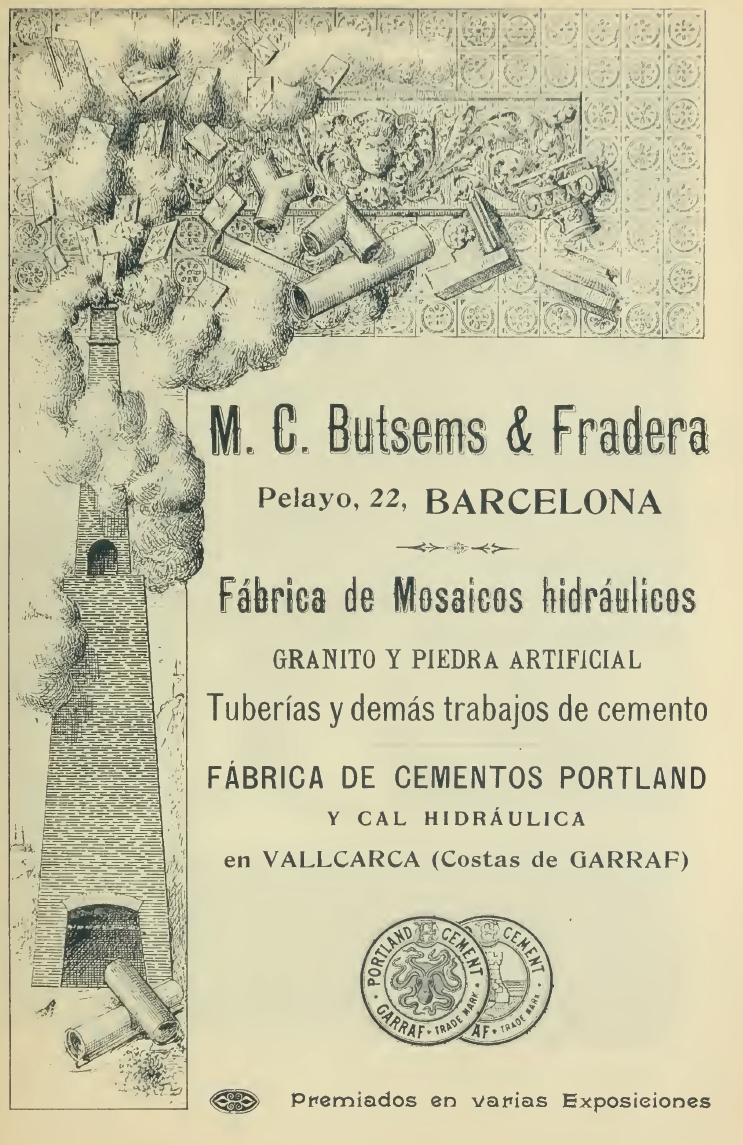
Anunci de M.C. Butsems & Fradera, fàbrica de paviment hidràulic